# Acacia sinuata
Acacia sinuata é uma espécie de leguminosa do gênero Acacia, pertencente à família Fabaceae.